# Chiusa di Pesio
Chiusa di Pesio é uma comuna italiana da região do Piemonte, província de Cuneo, com cerca de 3.698 habitantes. Estende-se por uma área de 94 km², tendo uma densidade populacional de 39 hab/km². Faz fronteira com Beinette, Briga Alta, La Brigue (FR - 06), Limone Piemonte, Margarita, Peveragno, Pianfei, Roccaforte Mondovì, Villanova Mondovì.

## Demografia
| Variação demográfica do município entre 1861 e 2011                               |
|                                                                                   |
| Fonte: Istituto Nazionale di Statistica (ISTAT) - Elaboração gráfica da Wikipedia |